# Monticolomys koopmani
Monticolomys koopmani là một loài động vật có vú trong họ Nesomyidae, bộ Gặm nhấm. Loài này được Carleton & Goodman miêu tả năm 1996.

## Hình ảnh